# Die Gedanken sind frei

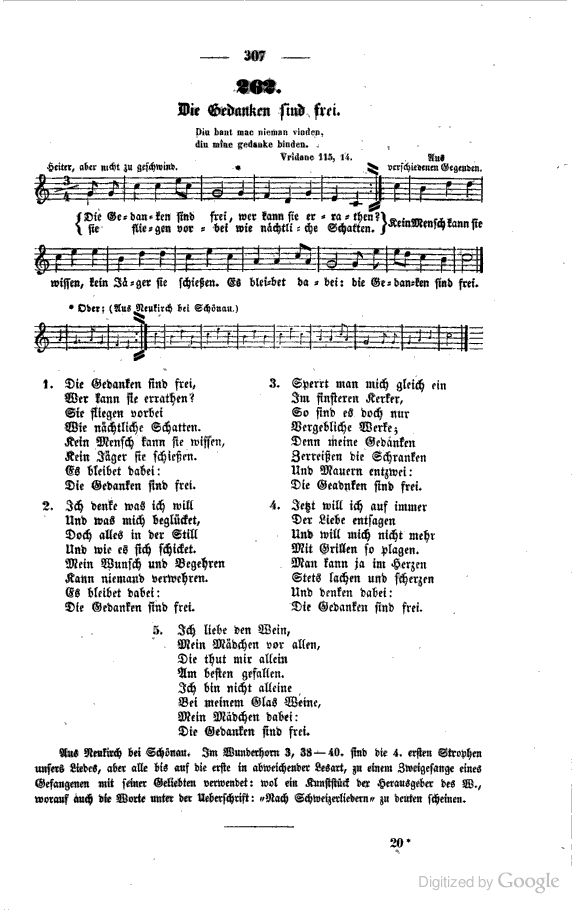
Die Gedanken sind frei. Hoffmann von Fallersleben, Ernst Heinrich Leopold Richter, Schlesische Volkslieder mit Melodien, 1842

"Die Gedanken sind frei" is een Duits lied over de vrijheid van gedachte. De tekst verscheen voor het eerst op pamfletten rond 1780. Tekst en melodie waren voor het eerst te vinden in Lieder der Brienzer Mädchen, gedrukt in het Zwitserse Bern tussen 1810 en 1820. De oorspronkelijke tekstschrijver en componist zijn onbekend. De populairste versie Aus Neukirch bei Schönau werd uitgegeven door Hoffmann von Fallersleben in zijn bundel Schlesische Volkslieder mit Melodien uit 1842.  Het lied kreeg in de 19e en twintigste eeuw bijval als protestlied tegen politieke repressie en censuur; in die zin was het ook populair bij Duitse verzetsgroeperingen tijdens het nazi-regime.
De tekst wordt gebruikt in Gustav Mahlers liederencyclus ‘Des Knaben Wunderhorn’ in het 10de lied, ‘Lied des Verfolgten im Turm’, waarin een gevangene en een vrouw een duet zingen. Na ieder couplet gezongen door de bariton, volgt een vijfregelig gezongen gedeelte door de vrouw (sopraan). De door de bariton gezongen tekst wijkt af van de hieronder in de versie voor 1865 getoonde:
- Het eerste couplet is gelijk;
- Het tweede couplet is gedeeltelijk door Mahler in zijn derde couplet gebruikt;
- Het derde couplet is door Mahler als tweede couplet getoonzet;
- Mahler heeft in zijn vierde couplet enkele delen uit het 4de en 5de couplet van de versie voor 1865 gebruikt.

De sopraan gaat in haar eerste coupletten niet mee met de boosheid van de gevangene en zingt over de schoonheid van de zomer. In haar derde en laatste couplet echter sluit zij aan bij de stemming van de gevangene: ze zingt (vrij vertaald): ‘ik sta hier treurig bij de kerkerdeur / Was ik maar dood, dan was ik bij jou / Ach, moet ik altijd maar klagen?’

## Tekst

### Verschillende historische versies
| Tegenwoordige versie | Versie rond 1800 | Versie voor 1865 |
| --- | --- | --- |
| 1. Die Gedanken sind frei wer kann sie erraten? Sie fliehen vorbei wie nächtliche Schatten. Kein Mensch kann sie wissen, kein Jäger erschießen mit Pulver und Blei: Die Gedanken sind frei! 2. Ich denke, was ich will und was mich beglücket, doch alles in der Still’ und wie es sich schicket. Mein Wunsch und Begehren kann niemand verwehren, es bleibet dabei: Die Gedanken sind frei! 3. Und sperrt man mich ein im finsteren Kerker, das alles sind rein vergebliche Werke. Denn meine Gedanken zerreißen die Schranken und Mauern entzwei: Die Gedanken sind frei! 4. Drum will ich auf immer den Sorgen entsagen und will mich auch nimmer mit Grillen mehr plagen. Man kann ja im Herzen stets lachen und scherzen und denken dabei: Die Gedanken sind frei! 5. Ich liebe den Wein, mein Mädchen vor allen, sie tut mir allein am besten gefallen. Ich bin nicht alleine bei meinem Glas Weine, mein Mädchen dabei: Die Gedanken sind frei! | 1. Beleget den Fuß Mit Banden und mit Ketten Daß von Verdruß Er sich kann nicht retten, So wirken die Sinnen, Die dennoch durchdringen. Es bleibet dabei: Die Gedanken sind frei. 2. Die Gedanken sind frei Wer kann sie erraten? Sie fliehen vorbei Wie nächtliche Schatten; Kein Mensch kann sie wissen, Kein Kerker verschließen Wer weiß, was es sei? Die Gedanken sind frei. 3. Ich werde gewiß Mich niemals beschweren, Will man mir bald dies, Bald jenes verwehren; Ich kann ja im Herzen Stets lachen und scherzen; Es bleibet dabei: Die Gedanken sind frei 4. Ich denk was ich will und was mich erquicket, Und das in der Still Und wenn es sich schicket; Mein Wunsch und Begehren Kann Niemand mir wehren; Wer weiß was es sei? Die Gedanken sind frei. 5. Wird gleich dem Gesicht Das Sehen versaget, So werd ich doch nicht Von Sorgen geplaget. Ich kann ja gedenken, Was soll ich mich kränken? Es bleibet dabei: Die Gedanken sind frei. 6. Ja fesselt man mich Im finsteren Kerker, So sind doch das nur Vergebliche Werke. Denn meine Gedanken Zerreißen die Schranken Und Mauern entzwei: Die Gedanken sind frei. | 1. Die Gedanken sind frei Wer kann sie erraten? Sie rauschen vorbei Wie nächtliche Schatten. Kein Mensch kann sie wissen, Kein Jäger sie schießen. Es bleibet dabei: Die Gedanken sind frei! 2. Ich denke was ich will Und was mich beglücket, Doch alles in der Still Und wie es sich schicket. Mein Wunsch und Begehren Kann niemand verwehren. Es bleibet dabei: Die Gedanken sind frei! 3. Und sperrt man mich ein Im finsteren Kerker, Das alles sind rein Vergebliche Werke; Denn meine Gedanken Zerreißen die Schranken Und Mauern entzwei: Die Gedanken sind frei. 4. Nun will ich auf immer Den Sorgen entsagen, Und will mich auch nimmer Mit Grillen mehr plagen. Man kann ja im Herzen Stets lachen und scherzen Und denken dabei: Die Gedanken sind frei. 5. Ich liebe den Wein, Mein Mädchen vor allen, Die tut mir allein Am besten gefallen. Ich sitz nicht alleine Bei einem Glas Weine, Mein Mädchen dabei: Die Gedanken sind frei. |